# Elecciones provinciales de Santiago del Estero de 1946
Las elecciones generales de la provincia de Santiago del Estero de 1946 tuvieron lugar el domingo 24 de febrero del mencionado año con el objetivo de restaurar las instituciones democráticas constitucionales y autónomas de la provincia después de tres años de la dictadura militar surgida del golpe de Estado denominado Revolución del 43, que a su vez habían puesto fin al régimen fraudulento de la Década Infame. Se realizaron al mismo tiempo que las elecciones presidenciales y legislativas a nivel nacional. Se debía elegir al Gobernador y a los 26 escaños de la Legislatura Provincial, que compondrían los poderes ejecutivo y legislativo para el período 1946-1950.
En consonancia con el nacimiento del peronismo a nivel nacional, liderado por Juan Domingo Perón, el coronel Aristóbulo Mittelbach, candidato del Partido Laborista (PL), obtuvo una amplia victoria con el 51,94% contra el 33,82% del exministro José Benjamín Ábalos, de la Unión Cívica Radical (UCR), y el 14,24% de Santiago E. Corvalán, de la UCR de Santiago del Estero (facción disidente del radicalismo a nivel provincial). La participación fue del 68,99% del electorado registrado. A nivel legislativo, la coalición que apoyaba al peronismo obtuvo 18 de las 26 bancas, aunque ninguna de las facciones obtuvo mayoría propia. La UCR obtuvo 5 bancas, y el radicalismo santiagueño las 3 restantes. Los cargos electos asumieron el 22 de mayo.
Mittelbach no pudo completar su mandato constitucional ya que la provincia fue intervenida por el gobierno de Perón el 31 de enero de 1948. Fue sucedido por el interventor Román Subiza.

## Resultados

### Gobernador
|  | 51,94 % |

|  | 33,82 % |

|  | 14,24 % |

|  | 100 % |

|  | 68,99 % |

### Cámara de Diputados
|  | 51,97 % |

|  | 31,71 % |

|  | 14,22 % |

|  | 2,11 % |

|  | 98,89 % |

|  | 1,11 % |

|  | 100 % |

|  | 69,71 % |